# Parigi-Chauny 2024
La Parigi-Chauny 2024, sessantottesima edizione della corsa e valido come evento dell'UCI Europe Tour 2024 categoria 1.1, si svolse il 22 settembre 2024 su un percorso di 197,2 km, con partenza da Margny-lès-Compiègne e arrivo a Chauny, in Francia. La vittoria fu appannaggio del francese Arnaud Démare, il quale completò il percorso in 4h16'09", alla media di 46,192 km/h, precedendo il connazionale Paul Penhoët e il belga Milan Fretin.
Sul traguardo di Chauny 125 ciclisti, dei 146 partiti da Margny-lès-Compiègne, portarono a termine la competizione.

## Squadre e corridori partecipanti
| N.      | Cod. | Squadra                         |
| ------- | ---- | ------------------------------- |
| 1-7     | ADC  | Alpecin-Deceuninck              |
| 11-17   | TEN  | TotalEnergies                   |
| 21-27   | GFC  | Groupama-FDJ                    |
| 31-37   | ARK  | Arkéa-B&B Hotels                |
| 41-47   | COF  | Cofidis                         |
| 51-57   | DAT  | Decathlon AG2R La Mondiale Team |
| 61-67   | IWA  | Intermarché-Wanty               |
| 71-77   | BWB  | Bingoal WB                      |
| 81-87   | LTD  | Lotto Dstny                     |
| 91-97   | DFP  | Team DSM-Firmenich PostNL       |
| 101-107 | AUB  | St Michel-Mavic-Auber93         |

| N.      | Cod. | Squadra                      |
| ------- | ---- | ---------------------------- |
| 111-117 | Q36  | Q36.5 Pro Cycling Team       |
| 121-127 | VRR  | Van Rysel-Roubaix            |
| 131-137 | UXM  | Uno-X Mobility               |
| 141-146 | TUU  | Tudor Pro Cycling Team U23   |
| 151-157 | MPT  | Madar Pro Cycling Team       |
| 161-167 | ICA  | Israel Premier Tech Academy  |
| 171-177 | TSL  | Team Skyline                 |
| 181-186 | MCT  | MYVELO Pro Cycling Team      |
| 191-197 | COR  | Corratec Vini Fantini        |
| 201-207 | TSM  | Team Storck-Metropol Cycling |
| 211-217 | UCN  | CIC U Nantes Atlantique      |

## Ordine d'arrivo (Top 10)
| Pos. | Corridore        | Squadra       | Tempo    |
| ---- | ---------------- | ------------- | -------- |
| 1    | Arnaud Démare    | Arkéa         | 4h16'09" |
| 2    | Paul Penhoët     | Groupama      | s.t.     |
| 3    | Milan Fretin     | Cofidis       | s.t.     |
| 4    | Hugo Hofstetter  | Israel Ac.    | s.t.     |
| 5    | Jason Tesson     | TotalEnergies | s.t.     |
| 6    | Sente Sentjens   | Alpecin       | s.t.     |
| 7    | Jérémy Lecroq    | St Michel     | s.t.     |
| 8    | Rory Townsend    | Q36.5         | s.t.     |
| 9    | Sander De Pestel | Decathlon     | s.t.     |
| 10   | Luca Mozzato     | Arkéa         | s.t.     |